# Szent Adalbert Egyesület

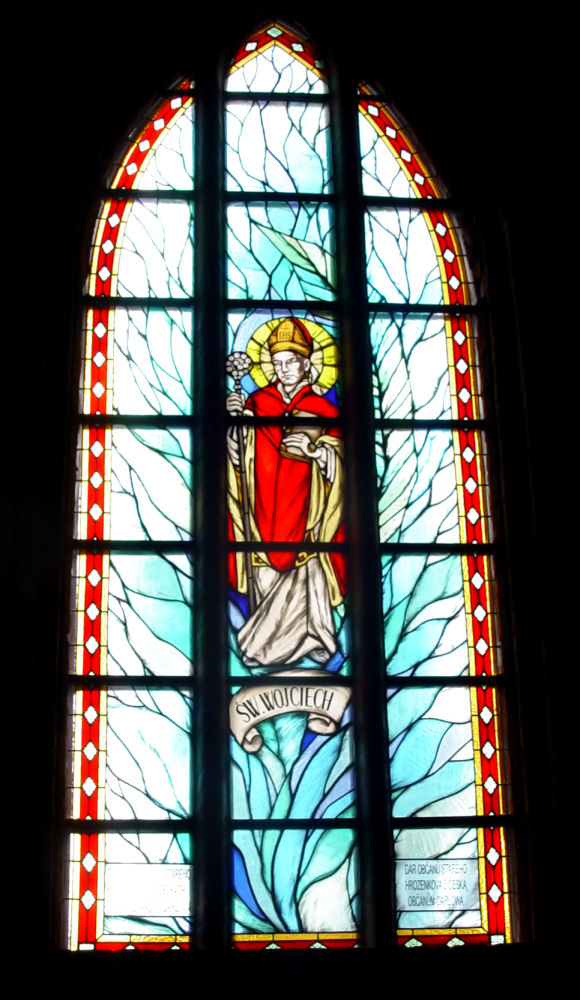
Ólomüvegablak a lengyelországi Darłowoban, a Szent Mária-templomban

A Szent Adalbert Egyesület (hivatalos neve: Magyarországi Lengyel Katolikusok Szent Adalbert Egyesülete) a kőbányai Lengyel Templom közössége által alapított karitatív és kulturális szervezet.

## Alapítása
Kőbányán a 19. század vége óta nagy létszámú lengyel kolónia él. Az 1930-as évek elejétől vallási, kulturális és karitatív központjuk a Lengyel Templom és a mellette működő Kőbányai Lengyel Menedék (Szegények Háza) Egyesület volt. A második világháború után a szervezetet feloszlatták, épületét államosították. A rendszerváltás után a helyi közösség elsőrendű célja az épület visszaszerzése és a közösség újjáépítése lett. Az egyesületet 1992-ben alapították meg a korábbi jogutódjaként. Nevét a Lengyelországban vértanúhalált szenvedett hittérítőről, Szent Adalbertről kapta.

## Célok
Alapításakor az egyesület fő célja az épület tulajdonjogának megszerzése volt. Később az épület felújítása és a helyi közösség újjászervezése vált elsőrendű kérdéssé. A szervezet napjainkban a következő főbb közhasznú tevékenységeket végzi:
- lengyel nemzetiségű idős, legyengült emberek támogatása,
- lengyel nyelv és nemzeti hagyományok ápolása,
- lengyel-magyar kapcsolatok fejlesztése,
- a lengyel kultúra és művészet népszerűsítése,
- a fiatal nemzedék katolikus értékek szerinti nevelésének és oktatásának támogatása.

## Története
Az 1860-as évektől kezdve egy több, mint 100 000 fős lengyel diaszpóra, ún. Polónia jött létre Magyarországon. A letelepülők főképp Budapesten, Kőbányán éltek, ahol a helyi gyárakban és üzemekben vállaltak munkát. Számos egyesületet hoztak létre - többek között a Lengyel Menedéket, a Hajnalpírt és a Lengyel Asztalt -, s idővel természetes igényükké vált, hogy saját tulajdonú épületben működjenek. Az e célt szolgáló Lengyel Templom és a vele azonos telken álló Lengyel Ház építése Wincenty Danek (1870-1945) atya kezdeményezésére 1927-ben indult meg és 1932-ben fejeződött be.
Az egyesület tagjai a két világháború közötti években Danek atya vezetésével karitatív és kulturális missziót vállaltak. Az 1933-ban Poznańból Budapestre helyezett Erzsébet-rendi nővérekkel együttműködve segítséget nyújtottak idős, beteg, magukra maradt embereknek, akik szállást és ellátást kaptak. Kulturális és oktatási tevékenységet folytattak, amelynek keretében évfordulós akadémiát szerveztek, továbbá különféle találkozókon és előadásokon táncokat, verseket, színdarabokat adtak elő. A II. világháború idején közreműködtek a Magyarországra menekült lengyelek elhelyezésében és megsegítésében. Mindeközben gyakorolták a vallást és őrizték lengyel hagyományaikat, erősítve a két nép ezeréves baráti kapcsolatát.
A világháború után szinte azonnal megkezdődött az egyházi és társadalmi szervezetek elleni politikai harc, ami hamarosan a Lengyel Menedék megszüntetéséhez vezetett. Épületét 1953-ban államosították és Budapest főváros kezelésébe adták. A következő évtizedekben szinte teljesen megszűnt a lengyel vallásos közösségi élet Kőbányán.
Az egyesületet 1992-ben alapították újra, 1993-ban vették nyilvántartásba. Székháza újra a Lengyel Templom melletti Lengyel Ház lett. Napjainkban ismét élénk közösségi életet folytat, s az egyik legjelentősebb magyarországi Polónia-központtá vált. Kiállításokat, hangversenyeket, tudományos előadásokat szervez, részt vesz a lengyel iskolai és óvodai képzés megszervezésében, s teret biztosít a heti rendszerességű baráti és közösségi találkozóknak. A szokásos karitatív tevékenység is időközben kiszélesedett: 1998-ban csoportosan vendégül látott néhány tucat fiatalt Ukrajna főképp magyarlakta, árvíz sújtotta vidékéről, cserébe az 1997-es nagy lengyelországi árvíz idején nyújtott magyar segítségért. Ezenfelül rendszeresen vendégül lát lengyel és magyar zarándokokat, akiknek néhány napra szállást biztosít.

## Szervezete
Az egyesület napjainkban 500 tagot számlál. Egyik alapítója és első elnöke Molnár Sagun Monika Zdzisława volt, aki 1992-2000 között állt a szervezet élén, és akinek elévülhetetlen érdeme az épület használati és tulajdonjogának a visszaszerzése. 2000 óta Molnár Cieślewicz Elżbieta a vezetője, az ő érdeme többek között az épület felújítása. Az egyesület társalapítója és 2000-2008 közötti elnökhelyettese Pál Mária volt. Pál Károly szintén társalapító volt, aki 2008-ig titkárként is dolgozott az egyesületben. Az elnökhelyettesi feladatokat napjainkban Soboltyńska Małgorzata látja el.  2000-től Fejes Bogusława a pénztáros.
Az egyesület a Lengyel Templommal és az egyesülettel kapcsolatos munkáért és érdemekért Wincent Danek-díjat adományoz.
Az egyházzal való szoros kapcsolat egyik biztosítéka, hogy a szervezet lelkipásztora a Lengyel Plébánia mindenkori plébánosa.
Az egyesület együttműködik más nemzetiségi, vallási és kulturális szervezetekkel, például a Bem József Kulturális Egyesülettel, a Szent Kinga kórussal, a „Magyarországi lengyelekért” Alapítvánnyal és az Országos Lengyel Kisebbségi Önkormányzattal. Két vidéki tagozata van, mindkettő Borsod-Abaúj-Zemplén vármegyében, Ládbesenyő-Andrástanyán és Emőd-Istvánmajorban működik.
Az egyesület 1997 óta a Nyugat-Európai Polóniai Lelkipásztori Tanács tagja, 2000-ben pedig a Polóniai Közösségek Európai Uniójához is csatlakozott.